# 克尼亞日內
49°38′34″N 35°55′10″E / 49.64278°N 35.91944°E
克尼亞日內（烏克蘭語：Княжне）是位於烏克蘭東部的村莊，由哈爾科夫州哈爾科夫區的新沃多拉哈市鎮負責管轄。該村面積1.78平方公里，海拔高度158米，2001年人口239，人口密度每平方公里134.3人。